# Sunny Murray
James Marcellus Arthur "Sunny" Murray (født 21 September 1936 i Idabel, Oklahoma, død 8. december 2017) var en amerikansk freejazz trommeslager. 
Murray er mest kendt for sit samarbejde med freejazz pianisten Cecil Taylor´s og Albert Ayler´s grupper i 1960´erne. Murray kom til New York i 1956, og begyndte der at spille med folk som Jackie Mclean, Henry red Allen, Willie "the Lion" Smith, Ted Curson og Cecil Taylor.
Han er den mest kontroversielle trommeslager i jazzen, efter Elvin Jones. Han har spillet med de fleste store avantgarde musikere i jazzen såsom Archie Shepp, John Coltrane, Don Cherry,Ornette Coleman, Jimmy Lyons og John Tchicai. 
Han har ledet og indspillet med egne grupper op igennem 70 ´erne og 80´erne med blandt andre David Murray og Don Pullen.
Murray spiller i en meget abstrakt fri stil hvor beatet ikke eksisterer. Han spiller puls, men i bølger som spiller omkring musikken uden nogen egentlig fast ostinat nogen steder.  

## Diskografi
- Sunny´s Time Now
- Sunny Murray
- Big Chief
- Homage to Africa
- Sunshine
- An Even Break(never give a sucker a second Change)